# Marion Bartoli
Marion Bartoli (Lo Puèi de Velai, 2 d'octubre de 1984) és una jugadora de tennis professional francesa.
En el seu palmarès destaca el títol individual de Wimbledon (2013) després d'haver estat finalista l'any 2007. Va acumular un total de vuit títols individuals i tres més en dobles femenins, i va arribar a ocupar els llocs 7 i 15 en els respectius rànquings.
Va anunciar la seva retirada poques setmanes després de guanyar el seu únic títol de Grand Slam.

## Biografia
Filla d'un matrimoni cors, va començar a jugar a tennis amb sis anys junt al seu pare com a entrenador.
El seu pare no era realment entrenador de tennis i va abandonar la seva trajectòria com a metge per començar a entrenar la seva filla. Va exercir molta pressió sobre ella des de ben petita, fins al punt que declinar participar en qualsevol esdeveniment en el qual no podia comptar amb ell, com per exemple participar en els Jocs Olímpics de Londres 2012, i només va formar part de l'equip francès de Fed Cup si el seu pare podia formar part de l'equip. No va ser fins que van trencar la seva relació, a principis de l'any 2013, que no va poder desplegar el seu millor tennis, i va guanyar el seu únic títol de Grand Slam a les ordres de la seva compatriota Amélie Mauresmo.
Dos mesos després d'aconseguir aquest títol, va anunciar la seva retirada a causa dels dolors i lesions que li impedien jugar de forma competitiva. A finals de 2017 va anunciar que tenia intenció de tornar al circuit WTA en pocs mesos, però malgrat disputar algun torneig d'exhibició, a l'estiu de 2018 va confirmar que renunciava al seu retorn a causa de continues lesions. A continuació va iniciar la seva carrera com a entrenadora per dirigir la letona Jeļena Ostapenko a finals de 2019, que va guanyar un títol i va disputar una final més, només iniciar la col·laboració. Tanmateix, van preferir ajornar la seva relació aprofitant l'aturada per la pandèmia de COVID-19, i van reprendre durant el 2021.
Es va casar amb el futbolista belga Yahya Boumediene el desembre de 2019, amb el qual va tenir una filla l'any següent.

## Torneigs de Grand Slam

### Individual: 2 (1−1)
| Resultat   | Núm. | Any  | Torneig   | Oponent        | Marcador |
| ---------- | ---- | ---- | --------- | -------------- | -------- |
| Finalista  | 1.   | 2007 | Wimbledon | Venus Williams | 4−6, 1−6 |
| Guanyadora | 1.   | 2013 | Wimbledon | Sabine Lisicki | 6−1, 6−4 |

## Palmarès

### Individual: 19 (8−11)
| Abans de 2009                                        | Després de 2009         |
| ---------------------------------------------------- | ----------------------- |
| Grand Slam (1−1)                                     |                         |
| WTA Tour Championships (0−0)                         |                         |
| WTA Tournament of Champions / WTA Elite Trophy (0−1) |                         |
| Tier I (0−0)                                         | Premier Mandatory (0−1) |
| Tier II (0−1)                                        | Premier 5 (0−0)         |
| Tier III (2−1)                                       | Premier (2−3)           |
| Tier IV i V (1−1)                                    | International (2−2)     |

| Títols per superfície |
| --------------------- |
| Dura (5−8)            |
| Gespa (2−1)           |
| Terra batuda (0−2)    |
| Moqueta (1−0)         |

| Resultat   | Núm. | Data                   | Torneig                                | Superfície   | Oponent             | Marcador           |
| ---------- | ---- | ---------------------- | -------------------------------------- | ------------ | ------------------- | ------------------ |
| Guanyadora | 1.   | 7 de gener de 2006     | Auckland, Nova Zelanda                 | Dura         | Vera Zvonariova     | 6−2, 6−2           |
| Finalista  | 1.   | 11 de setembre de 2006 | Bali, Indonèsia                        | Dura         | Svetlana Kuznetsova | 5−7, 2−6           |
| Guanyadora | 2.   | 8 d'octubre de 2006    | Tòquio, Japó                           | Dura         | Aiko Nakamura       | 2−6, 6−2, 6−2      |
| Guanyadora | 3.   | 5 de novembre de 2006  | Quebec, Canadà                         | Moqueta (i)  | Olga Puchkova       | 6−0, 6−0           |
| Finalista  | 2.   | 7 de maig de 2007      | Praga, Txèquia                         | Terra batuda | Akiko Morigami      | 1−6, 3−6           |
| Finalista  | 3.   | 7 de juliol de 2007    | Wimbledon, Regne Unit                  | Gespa        | Venus Williams      | 4−6, 1−6           |
| Finalista  | 4.   | 20 de juliol de 2008   | Stanford, Estats Units                 | Dura         | Aleksandra Wozniak  | 5−7, 3−6           |
| Finalista  | 5.   | 10 de gener de 2009    | Brisbane, Austràlia                    | Dura         | Viktória Azàrenka   | 3−6, 1−6           |
| Guanyadora | 4.   | 8 de març de 2009      | Monterrey, Mèxic                       | Dura         | Li Na               | 6−4, 6−3           |
| Guanyadora | 5.   | 2 d'agost de 2009      | Stanford                               | Dura         | Venus Williams      | 6−2, 5−7, 6−4      |
| Finalista  | 6.   | 7 de novembre de 2009  | WTA Tournament of Champions, Indonèsia | Dura (i)     | Aravane Rezaï       | 5−7, retirada      |
| Finalista  | 7.   | 20 de març de 2011     | Indian Wells, Estats Units             | Dura         | Caroline Wozniacki  | 1−6, 6−2, 3−6      |
| Finalista  | 8.   | 21 de maig de 2011     | Estrasburg, França                     | Terra batuda | Andrea Petkovic     | 4−6, 0−1, retirada |
| Guanyadora | 6.   | 18 de juny de 2011     | Eastbourne, Regne Unit                 | Gespa        | Petra Kvitová       | 1−6, 4−6, 7−5      |
| Finalista  | 9.   | 31 de juliol de 2011   | Stanford (2)                           | Dura         | Serena Williams     | 5−7, 1−6           |
| Guanyadora | 7.   | 16 d'octubre de 2011   | Osaka, Japó                            | Dura         | Samantha Stosur     | 6−3, 6−1           |
| Finalista  | 10.  | 12 de febrer de 2012   | París, França                          | Dura (i)     | Angelique Kerber    | 6−7(3), 7−5, 3−6   |
| Finalista  | 11.  | 22 de juliol de 2012   | San Jose, Estats Units                 | Dura         | Dominika Cibulková  | 1−6, 5−7           |
| Guanyadora | 8.   | 6 de juliol de 2013    | Wimbledon                              | Gespa        | Sabine Lisicki      | 6−1, 6−4           |

### Dobles femenins: 7 (3−4)
| Llegenda                     |
| ---------------------------- |
| Grand Slam (0−0)             |
| WTA Tour Championships (0−0) |
| Tier I (0−0)                 |
| Tier II (0−3)                |
| Tier III (0−0)               |
| Tier IV (2−1)                |
| Tier V (1−0)                 |

| Títols per superfície |
| --------------------- |
| Dura (1−3)            |
| Gespa (0−0)           |
| Terra batuda (2−0)    |
| Moqueta (0−1)         |

| Resultat   | Núm. | Data                 | Torneig              | Superfície   | Parella               | Oponents                                | Marcador         |
| ---------- | ---- | -------------------- | -------------------- | ------------ | --------------------- | --------------------------------------- | ---------------- |
| Finalista  | 1.   | 9 de febrer de 2003  | París, França        | Moqueta (i)  | Stéphanie Cohen-Aloro | Barbara Schett Patty Schnyder           | 6−2, 2−6, 6−7(5) |
| Finalista  | 2.   | 26 d'octubre de 2003 | Linz, Àustria        | Dura         | Silvia Farina Elia    | Liezel Huber Ai Sugiyama                | 1−6, 6−7(6)      |
| Guanyadora | 1.   | 11 d'abril de 2004   | Casablanca, Marroc   | Terra batuda | Émilie Loit           | Els Callens Katarina Srebotnik          | 6−4, 6−2         |
| Finalista  | 3.   | 11 d'octubre de 2004 | Taixkent, Uzbekistan | Dura         | Mara Santangelo       | Adriana Serra Zanetti An. Serra Zanetti | 6−1, 3−6, 4−6    |
| Guanyadora | 2.   | 6 de febrer de 2005  | Pattaya, Tailàndia   | Dura         | Anna-Lena Grönefeld   | Marta Domachowska Silvija Talaja        | 6−3, 6−2         |
| Guanyadora | 3.   | 14 de maig de 2006   | Praga, Txèquia       | Terra batuda | Shahar Pe'er          | Ashley Harkleroad Bethanie Mattek       | 6−4, 6−4         |
| Finalista  | 4.   | 8 de gener de 2007   | Sydney, Austràlia    | Dura         | Meilen Tu             | Anna-Lena Grönefeld M. Shaughnessy      | 3−6, 6−3, 6−7(2) |

### Equips: 2 (0−2)
| Resultat  | Núm. | Data                      | Torneig                        | Superfície  | Equip                                      | Oponents                                                                 | Marcador |
| --------- | ---- | ------------------------- | ------------------------------ | ----------- | ------------------------------------------ | ------------------------------------------------------------------------ | -------- |
| Finalista | 1.   | 27−28 de novembre de 2004 | Copa Federació, Moscou, Rússia | Moqueta (i) | Nathalie Dechy Tatiana Golovin Émilie Loit | Svetlana Kuznetsova Elena Likhovtseva Anastassia Mískina Vera Zvonariova | 2−3      |
| Finalista | 2.   | 7 de gener de 2012        | Copa Hopman, Perth, Austràlia  | Dura (i)    | Richard Gasquet                            | Petra Kvitová Tomáš Berdych                                              | 0−2      |

## Trajectòria

### Individual
| Open d'Austràlia | A           | 1R          | 1R          | 2R          | 2R          | 2R          | 2R          | 1R          | QF    | 3R    | 2R    | 3R    | 3R    | 0 / 12    | 15 – 12   |
| Roland Garros | 1R          | 1R          | 2R          | 1R          | 1R          | 2R          | 4R          | 1R          | 2R    | 3R    | SF    | 2R    | 3R    | 0 / 13    | 16 – 13   |
| Wimbledon | A           | A           | 1R          | 3R          | 2R          | 2R          | F           | 3R          | 3R    | 4R    | QF    | 2R    | G     | 1 / 11    | 28 – 10   |
| US Open | A           | 3R          | 1R          | 2R          | 3R          | 3R          | 4R          | 4R          | 2R    | 2R    | 2R    | QF    | A     | 0 / 11    | 20 – 11   |
| WTA Tour Championships | A           | A           | A           | A           | A           | A           | RR          | A           | A     | A     | RR    | A     | A     | 0 / 2     | 2 – 1     |
| Tournament of Champions | No celebrat | No celebrat | No celebrat | No celebrat | No celebrat | No celebrat | No celebrat | No celebrat | F     | A     | QF    | A     | A     | 0 / 2     | 3 – 2     |
| Total Victòries−Derrotes | 0−1         | 2−3         | 19−21       | 26−21       | 26−25       | 45−28       | 47−31       | 29−26       | 46−22 | 34−21 | 58−25 | 41−25 | 23−14 | 396 – 263 | 396 – 263 |
| Rànquing a final d'any | 345         | 106         | 57          | 41          | 40          | 17          | 10          | 17          | 11    | 16    | 9     | 11    | 13    |           |           |
| Llegenda: G: Guanyadora; F: Finalista; SF: Semifinalista; QF: Quarts de final; Q: Qualificació; A: Absent; RR: Round Robin; |             |             |             |             |             |             |             |             |       |       |       |       |       |           |           |

### Dobles femenins
| Open d'Austràlia | A   | 2R | 3R | 3R | A  | 1R  | 0 / 4 | 5 – 4 |
| Roland Garros | 1R  | 2R | 2R | 3R | 3R | 1R  | 0 / 6 | 6 – 6 |
| Wimbledon | A   | 2R | QF | 3R | 2R | 3R  | 0 / 5 | 9 – 5 |
| US Open | A   | SF | 1R | 1R | 2R | A   | 0 / 4 | 5 – 4 |
| Rànquing a final d'any | 282 | 20 | 37 | 47 | 33 | 113 |       |       |
| Llegenda: G: Guanyadora; F: Finalista; SF: Semifinalista; QF: Quarts de final; Q: Qualificació; A: Absent; RR: Round Robin; |     |    |    |    |    |     |       |       |

## Guardons
- Oficial de Orde Nacional del Mèrit (2014)[5]
- Oficial de Legió d'Honor (2014)
- Champion des champions de L'Équipe (2013)